# 蘭迪·卡浦爾
蘭迪·卡浦爾（1947年2月15日—）是一位印度宝莱坞演员、电影制作人和导演。他是印度演员、导演拉兹·卡普尔的長子，与兄弟在孟买的冠军学校接受了教育。他的两个兄弟是同为演员的里希·卡浦爾和拉吉夫·卡浦爾。
蘭迪的电影处女作是他自演自导的《Kal Aaj Aur Kal》。他的妻子是印度英國混血女演員
芭比塔 ，兩個女兒卡麗詩瑪·卡浦爾及卡琳娜·卡浦爾均是宝莱坞知名女星。